# Phong trào năm 1968 ở Ý
Phong trào năm 1968 ở Ý còn gọi là Sessantotto được truyền cảm hứng từ sự chán ghét đối với xã hội Ý truyền thống và các cuộc biểu tình quốc tế lúc bấy giờ. Tháng 5 năm 1968, giới sinh viên tự mình phát động phong trào chiếm đóng tất cả các trường đại học ngoại trừ Bocconi. Cùng tháng đó, một trăm nghệ sĩ bao gồm Gio Pomodoro, Arnaldo Pomodoro, Ernesto Treccani và Gianni Dova đã chiếm đóng Palazzo della Triennale trong vòng 15 ngày.

## Diễn biến
Bối cảnh của phong trào này xuất phát từ nền kinh tế mới chuyển đổi của Ý. Đất nước này gần đây đã tăng cường công nghiệp hóa và khởi đầu sự phát triển một nền văn hóa hiện đại mới. Phong trào bắt nguồn từ các cuộc bãi công và chiếm đóng các trường đại học trong thập niên 1960, cùng với các bài báo quốc tế đăng tải những thắng lợi về mặt chính trị của chủ nghĩa xã hội trong thời kỳ Chiến tranh Lạnh.
Giới sinh viên có gốc gác công nhân hoặc nông dân chủ yếu thúc đẩy phong trào này nhằm thay đổi xã hội tư bản và gia trưởng truyền thống của Ý. Hệ thống giáo dục mới cho phép một lượng lớn dân chúng được học hành và nhờ có nền tảng giáo dục như vậy đã thôi thúc họ đặt nghi vấn về các chức năng của xã hội Ý.  Tình trạng bất ổn khởi đầu từ các cuộc biểu tình của sinh viên từng bị giới chính trị gia và cánh báo chí đánh giá thấp lúc ban đầu, điều này nhanh chóng biến thành "cuộc đấu tranh của giới lao động".
Trong những giây phút đầu tiên của cuộc biểu tình do sinh viên phát động, phe cực hữu trong các trường đại học là một trong những thành phần lãnh đạo của phong trào này. Trận kịch chiến Valle Giulia tại Đại học Roma vào ngày 1 tháng 3 năm 1968 là hành động cuối cùng mà sinh viên phe cánh tả và cánh hữu phối hợp cùng nhau, bởi vì vào ngày 16 tháng 3 sau cuộc tấn công vào Đại học La Sapienza đã làm xuất hiện khoảng cách giữa "thành phần ủng hộ phong trào" và những kẻ chống đối phong trào này.  Cánh tả thống trị phong trào và cánh hữu tranh luận về những hành động nào nên được sử dụng để tiếp tục phát triển phong trào này.

## Hậu quả
Thái độ phản văn hóa của phong trào này sau cùng đã tạo ra xung đột trong lòng phe Cánh tả Ý. Phong trào rốt cuộc đã mang lại một hình thức đoàn kết giữa thanh niên và tạo ra cả một thế hệ chính trị hóa mới. Tuy nhiều người còn đang tranh cãi về thời điểm và cách thức hình thành nên thế hệ chính trị mới này.